# Сапунов, Михаил Васильевич
Михаил Васильевич Сапунов (род. 13 декабря 1967 года, село Раздольное Новоалександровского района Ставропольского края) — российский военный и государственный деятель. Директор Департамента имущественных отношений Министерства обороны Российской Федерации с 2017 года. Действительный государственный советник Российской Федерации 3-го класса (2018).

## Биография
Родился в 1967 году. Первое высшее техническое образование получил в Харьковском высшем военном командно-инженерном училище Ракетных войск им. Маршала Советского Союза Н. И. Крылова (диплом с отличием) в 1990 году. После окончания ВУЗа проходил службу в Министерстве обороны СССР, а затем Российской Федерации. В 1993 переводится на службу в Федеральную службу контрразведки Российской Федерации, после её реорганизации — в Федеральную службу безопасности Российской Федерации.
В 2002 году увольняется с военной службы и переходит на должность председателя Комитета по управлению муниципальным имущественным комплексом, предприятиями и хозяйствующими субъектами администрации Краснознаменска Московской области, в котором проживает с 1999 года. В 2005 году оканчивает Голицынский пограничный институт ФСБ России получив второе высшее юридическое образование и становится руководителем администрации городского округа Краснознаменск Московской области. В марте 2012 года защитил диссертацию на тему «Правовые основы становления и развития системы государственного управления финансами в Российской империи XIX века». В сентябре 2014 выигрывает выборы главы городского округа Краснознаменск Московской области с результатом 71,08 %. Как позднее отмечала заместитель Председателя Правительства Московской области Эльмира Хаймурзина, заслугой Сапунова на этом посту стало то, что 95 % жителей Краснознаменска положительно оценивали работу администрации и были удовлетворены положением дел в городе. Положительную оценку деятельности Сапунова в Краснознаменске высказала и уполномоченный по правам ребёнка в Московской области Оксана Пушкина.
В ноябре 2015 после расстрела чиновников в администрации Красногорского района подаёт в отставку глава района Борис Рассказов. Губернатор Московской области Андрей Воробьёв предлагает Михаилу Сапунову принять участие в выборах нового главы. Как отмечает газета «Коммерсантъ», этот инцидент стал для областных властей удобным поводом, чтобы поменять Рассказова, до этого возглавлявшего район почти 20 лет. 26 ноября Сапунов назначается врио главы Красногорского муниципального района, а в декабре того же года Советом депутатов избирается на пост главы района.
Основной задачей на посту Сапунов назвал ликвидацию городских и сельских поселений района и его преобразование в городской округ в рамках проводимой муниципальной реформы в Московской области, получившей неоднозначную оценку. В начале 2017 года муниципальное образование Красногорский муниципальный район было преобразовано в муниципальное образование городской округ Красногорск с ликвидацией всех входивших в него поселений, административно-территориальная единица Красногорский район была преобразована в город областного подчинения Красногорск с административной территорией.
В марте 2016 года было начато строительство транспортной развязки Волоколамского и Ильинского шоссе. Очередь в детcкие сады, достигшая в 2013 году цифры в 9 тысяч человек начала уменьшаться с вводом новых дошкольных учреждений.
В то же время местный клуб по хоккею с мячом «Зоркий» (Чемпион и многократный призёр Чемпионатов России) столкнулся с финансовыми трудностями и был вынужден покинуть высший диизион.
В начале 2017 года в СМИ стала появляться информация о замене Сапунова на посту главы Красногорска заместителем начальника Управления администрации Президента России по внутренней политике Радием Хабировым. Различные издания отмечали что данное назначение было более необходимо губернатору Воробьёву, так как позволяло усилить команду опытным чиновником федерального уровня
, и Хабирову для наработки его управленческого опыта. Сапунов же, в свою очередь, в основном справился со своей работой по преобразованию района в округ, так как «неожиданностей и скандалов в ходе проведения общественных слушаний не было».
В марте 2017 года возвращается в Министерство обороны, но уже в статусе гражданского служащего на должность заместителя директора Департамента имущественных отношений. После перехода Дмитрия Куракина в Ростелеком исполнял обязанности директора Департамента до 1 сентября 2017 года, когда приказом Министра обороны Российской Федерации был назначен новым директором Департамента имущественных отношений Минобороны России.
Указом Президента РФ № 186 от 03.05.2018 г. Михаилу Сапунову присвоен классный чин действительного государственного советника Российской Федерации 3 класса.
Почетный гражданин Краснознаменска.